# 구마쿠촌
구마쿠촌(久麻久村)은 아이치현 하즈군에 설치되었던 촌이다. 현재의 니시오시에 해당한다.